# Alonso de Mena

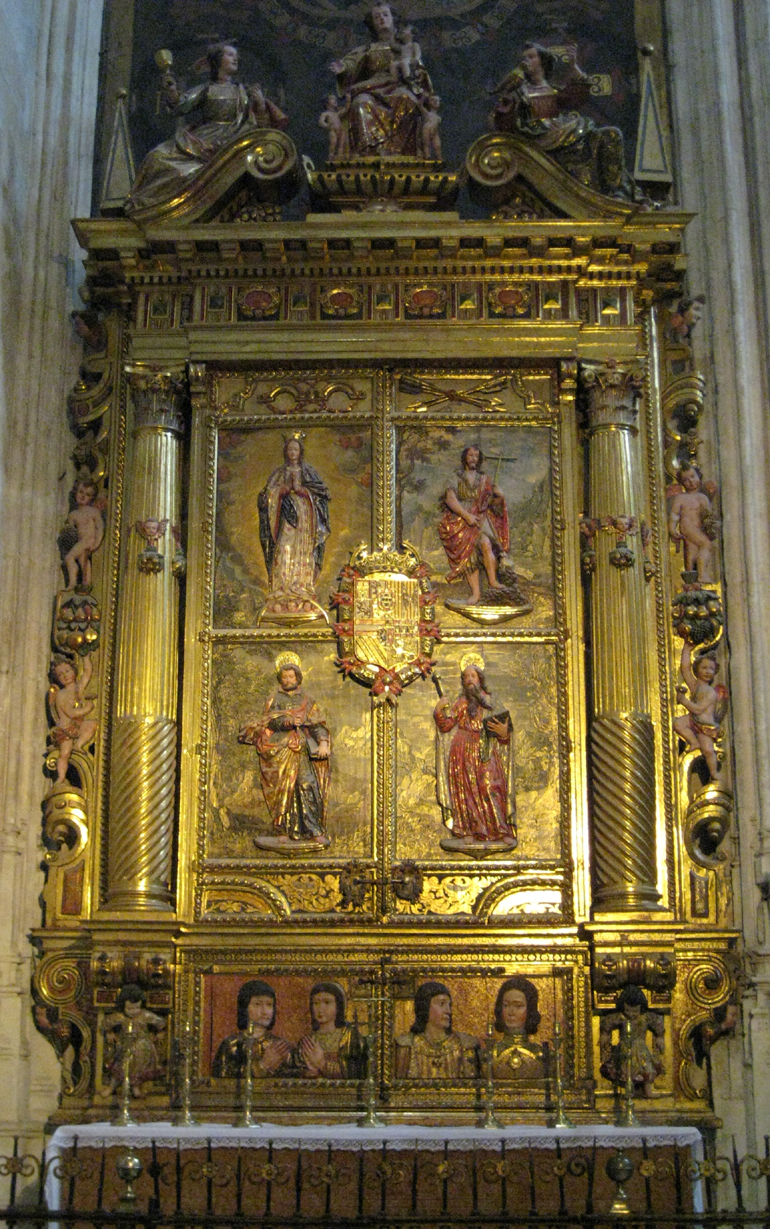
Portes tancades de l'altar relicari de la Capella Reial de Granada, del 1632

Alonso de Mena i Escalante (Granada (Andalusia), 1587 - Granada, 1646) fou un escultor barroc espanyol.
Continuador de l'estil de Pablo de Rojas (1580-1607), el seu fill Pedro de Mena, deixeble seu i continuador del taller del pare, va arribar a tenir tanta o més anomenada que el seu progenitor.
Les seves primeres imatges mostraven certa rigidesa, com una santa Llúcia a la catedral de Granada. A l'església de Sant Cecili de la mateixa ciutat hom pot contemplar la Verge de Betlem datada l'any 1615, que Mena va fer per encàrrec del corregidor de Granada, García Bravo de Acuña, el qual va quedar tan complagut per l'obra que en va pagar 50 ducats més de l'estipulat.
Les seves imatges més cèlebres són les Immaculades i els retaules-reliquiaris de la catedral de Jaén i els de la Capella Reial de Granada. De la seva època final són el Crist Expirant per a l'església de Santa Anna de Granada, el Crucificat per a la capella dels Caiguts de la Catedral de Màlaga i el Crist del Desemparament per a l'església de Sant Josep de Madrid.